# Thomas Cup 2014
Die 28. Auflage des Thomas Cups, der Weltmeisterschaft für Herrenmannschaften im Badminton, fand gemeinsam mit dem Uber Cup 2014 vom 18. bis zum 25. Mai 2014 in Neu-Delhi statt. Sieger wurde erstmals das Team aus Japan.

## Qualifizierte Länder
Erstmals in der Geschichte des Cups wurden keine Qualifikationsrunden ausgetragen, sondern die teilnehmenden Länder aufgrund der Weltrangliste ermittelt.
| Konföderation    | Qualifiziert                                                           |
| ---------------- | ---------------------------------------------------------------------- |
| Asien            | Japan Südkorea Indonesien Hongkong Malaysia Thailand Chinesisch Taipeh |
| Afrika           | Nigeria                                                                |
| Europa           | Dänemark Deutschland England Russland Frankreich Niederlande           |
| Ozeanien         | -                                                                      |
| Amerika          | -                                                                      |
| Titelverteidiger | Volksrepublik China                                                    |
| Gastgeber        | Indien                                                                 |

## Aufstellungen
| Gruppe | Land              | Spieler |
| ------ | ----------------- | --- |
| A      | Indonesien        | Tommy Sugiarto, Dionysius Hayom Rumbaka, Simon Santoso, Ihsan Maulana Mustofa, Rian Agung Saputro, Angga Pratama, Ricky Karanda Suwardi, Berry Angriawan, Hendra Setiawan, Mohammad Ahsan       |
| A      | Thailand          | Boonsak Ponsana, Tanongsak Saensomboonsuk, Suppanyu Avihingsanon, Sitthikom Thammasin, Patipat Chalardchaleam, Sudket Prapakamol, Wannawat Ampunsuwan, Maneepong Jongjit, Saralee Thungthongkam |
| A      | Nigeria           | Jinkan Ifraimu, Joseph Abah Eneojo, Victor Makanju, Ola Fagbemi |
| A      | Singapur          | Derek Wong Zi Liang, Huang Chao, Sean Lee, Terry Hee, Danny Bawa Chrisnanta, Chayut Triyachart                                                                                                  |
| B      | Japan             | Kenichi Tago, Kento Momota, Sho Sasaki, Takuma Ueda, Takeshi Kamura, Hirokatsu Hashimoto, Keigo Sonoda, Noriyasu Hirata, Hiroyuki Endo, Kenichi Hayakawa                                        |
| B      | Dänemark          | Jan Ø. Jørgensen, Hans-Kristian Vittinghus, Viktor Axelsen, Emil Holst, Carsten Mogensen, Mads Pieler Kolding, Kim Astrup, Joachim Fischer Nielsen, Mads Conrad-Petersen, Mathias Boe           |
| B      | Hongkong          | Hu Yun, Wei Nan, Wong Wing Ki, Ng Ka Long, Tang Chun Man, Lee Chun Hei, Law Cheuk Him, Chan Yun Lung, Lo Lok Kei                                                                                |
| B      | England           | Rajiv Ouseph, Toby Penty, Rhys Walker, Sam Parsons, Chris Adcock, Marcus Ellis, Peter Mills, Chris Langridge, Andrew Ellis                                                                      |
| C      | Malaysia          | Lee Chong Wei, Chong Wei Feng, Daren Liew, Goh Soon Huat, Chan Peng Soon, Lim Khim Wah, Goh V Shem, Hoon Thien How, Tan Wee Kiong, Tan Boon Heong                                               |
| C      | Südkorea          | Son Wan-ho, Lee Dong-keun, Hwang Jong-soo, Park Sung-min, Shin Baek-cheol, Kim Sa-rang, Ko Sung-hyun, Kim Gi-jung, Yoo Yeon-seong, Lee Yong-dae                                                 |
| C      | Deutschland       | Marc Zwiebler, Dieter Domke, Lukas Schmidt, Kai Schäfer, Peter Käsbauer, Josche Zurwonne, Andreas Heinz, Max Schwenger, Michael Fuchs, Johannes Schöttler                                       |
| C      | Indien            | Srikanth Kidambi, Kashyap Parupalli, R. M. V. Gurusaidutt, Sourabh Varma, Sai Praneeth Bhamidipati, Pranav Chopra, Manu Attri, Arun Vishnu, B. Sumeeth Reddy, Akshay Dewalkar                   |
| D      | China             | Chen Long, Du Pengyu, Tian Houwei, Lin Dan, Fu Haifeng, Hong Wei, Chai Biao, Liu Xiaolong, Zhang Nan, Qiu Zihan                                                                                 |
| D      | Chinesisch Taipeh | Chou Tien-chen, Hsu Jen-hao, Lin Yu-hsien, Shih Kuei-chun, Chen Hung-ling, Tseng Min-hao, Lu Chia-bin, Tsai Chia-hsin, Lee Sheng-mu, Liao Min-chun                                              |
| D      | Russland          | Vladimir Ivanov, Vladimir Malkov, Anton Ivanov, Anatoliy Yartsev, Ivan Sozonov, Nikolaj Nikolaenko, Rodion Kargaev                                                                              |
| D      | Frankreich        | Brice Leverdez, Lucas Corvée, Thomas Rouxel, Lucas Claerbout, Matthieu Lo Ying Ping, Gaëtan Mittelheisser, Bastian Kersaudy, Laurent Constantin, Ronan Labar, Baptiste Carême                   |

## Gruppe A
| Team       | Pts | Pld | W | L | MF | MA |
| ---------- | --- | --- | - | - | -- | -- |
| Indonesien | 6   | 3   | 3 | 0 | 14 | 1  |
| Thailand   | 4   | 3   | 2 | 1 | 10 | 5  |
| Singapur   | 2   | 3   | 1 | 2 | 6  | 9  |
| Nigeria    | 0   | 3   | 0 | 3 | 0  | 15 |

## Gruppe B
| Team     | Pts | Pld | W | L | MF | MA |
| -------- | --- | --- | - | - | -- | -- |
| Japan    | 6   | 3   | 3 | 0 | 12 | 3  |
| Dänemark | 4   | 3   | 2 | 1 | 11 | 4  |
| Hongkong | 2   | 3   | 1 | 2 | 4  | 11 |
| England  | 0   | 3   | 0 | 3 | 3  | 12 |

## Gruppe C
| Team        | Pts | Pld | W | L | MF | MA |
| ----------- | --- | --- | - | - | -- | -- |
| Malaysia    | 6   | 3   | 3 | 0 | 11 | 4  |
| Südkorea    | 4   | 3   | 2 | 1 | 8  | 7  |
| Indien      | 2   | 3   | 1 | 2 | 6  | 9  |
| Deutschland | 0   | 3   | 0 | 3 | 5  | 10 |

## Gruppe D
| Team                | Pts | Pld | W | L | MF | MA |
| ------------------- | --- | --- | - | - | -- | -- |
| Volksrepublik China | 6   | 3   | 3 | 0 | 15 | 0  |
| Frankreich          | 4   | 3   | 2 | 1 | 6  | 9  |
| Taiwan              | 2   | 3   | 1 | 2 | 6  | 9  |
| Russland            | 0   | 3   | 0 | 3 | 3  | 12 |

## K.o.-Runde
|  | Viertelfinale       | Viertelfinale |  |  | Halbfinale          | Halbfinale   |   |  | Finale | Finale |
|  |                     |               |  |  |                     |              |   |  |        |        |
|  | 22. Mai 2014        |               |  |  |                     |              |   |  |        |        |
|  | Volksrepublik China | 3             |  |  | 23. Mai 2014        | 23. Mai 2014 |   |  |        |        |
|  | Thailand            | 0             |  |  | Volksrepublik China | 0            |   |  |        |        |
|  | 22. Mai 2014        | 22. Mai 2014  |  |  | Japan               | 3            |   |  |        |        |
|  | Japan               | 3             |  |  | 25. Mai 2014        | 25. Mai 2014 |   |  |        |        |
|  | Frankreich          | 1             |  |  | Japan               | 3            |   |  |        |        |
|  | 22. Mai 2014        | 22. Mai 2014  |  |  |                     | Malaysia     | 2 |  |        |        |
|  | Dänemark            | 1             |  |  | 23. Mai 2014        | 23. Mai 2014 |   |  |        |        |
|  | Malaysia            | 3             |  |  | Malaysia            | 3            |   |  |        |        |
|  | 22. Mai 2014        | 22. Mai 2014  |  |  | Indonesien          | 0            |   |  |        |        |
|  | Südkorea            | 2             |  |  |                     |              |   |  |        |        |
|  | Indonesien          | 3             |  |  |                     |              |   |  |        |        |